# Algorithm Builder
Algorithm Builder ist eine integrierte Entwicklungsumgebung für AVR-Mikrocontroller, basierend auf einer graphischen Makro-Assembler-Sprache. Der gesamte Programmablauf wird in graphischer Form als Flussdiagramm eingegeben. Es lässt sich mit einzelnen Anweisungen direkt auf Assembler-Niveau arbeiten, genauso aber auch direkt mit 16- oder 32-Bit-Werten. Komplexere Anweisungen werden durch Makros in Assembler übersetzt. Dadurch lässt sich ein sehr übersichtliches und erleichtertes Programmieren in Assembler erreichen.
Weiterhin ist eine komplette Simulations- und Debuggingumgebung integriert. Das Programmieren des Mikrocontrollers kann über In-System-Programming direkt von der Entwicklungsumgebung in die fertige Hardwareschaltung erfolgen.
Die Software kann kostenlos heruntergeladen werden und steht unter einer Freeware-Lizenz.